# Real Madrid TV
Real Madrid TV es un canal de televisión en abierto español de ámbito internacional, propiedad del Real Madrid Club de Fútbol, que se emite desde 1999. Es el medio televisivo oficial del club y cuenta con dos versiones en español e inglés. En España se emite en abierto desde el 1 de mayo de 2016, a través de un canal nacional TDT, en la plataforma Movistar Plus+ y en Orange TV.

## Historia
«Real Madrid Televisión», canal de fútbol y baloncesto pionero en España, surge en 1998 por iniciativa de Sogecable, empresa del Grupo Prisa, que ostentó la totalidad de los derechos de explotación del canal hasta el 2001, año que pasa a ser controlado enteramente por el club. El canal fue lanzado el 15 de febrero de 1999, a través del dial 55 de la plataforma Canal Satélite Digital.
El equipo directivo de Sogecable que puso en marcha el canal, lo encabezaba el periodista Javier Ares, su primer director, secundado por Roberto Saura (jefe de realización) y Juan Carlos Soriano (jefe de producción). El resto de la plantilla pertenecía a la empresa de servicios audiovisuales Royal Media, filial de Mediapro. Posteriormente, la titularidad del canal fue compartida a partes iguales por Sogecable y Real Madrid que a tales efectos crearon la empresa «Real Madrid Audiovisual».
El 27 de marzo de 2020 el canal fue añadido a la plataforma Orange TV en el díal 138.
Desde enero de 2025 está disponible como canal FAST en la plataforma de streaming venezolana, Venevisión Play, su visualización está destinada solamente para el territorio venezolano.

## Producción
En 2001, siendo el Real Madrid propietario exclusivo del canal, la entidad deportiva encomendó la producción audiovisual a Mediapro. Una relación contractual que estuvo vigente hasta el 1 de julio de 2019, fecha en que el Club adjudicó la gestión y producción del canal al consorcio formado por las empresas SuperSport (filial de Mediaset) y Telefónica Broadcast Services (filial de Telefónica).

## Programación actual
El canal, que realiza la función de promover el conocimiento y difusión de la institución, cuenta con una versión en inglés y otra en español. Tiene una programación basada principalmente, en el seguimiento exhaustivo de la actualidad del primer equipo tanto de la sección de fútbol como de la de baloncesto. Para ello realiza dos informativos diarios, entrevistas, reportajes, especiales en día de partido, resúmenes de los encuentros y programas de análisis y debate. La cantera, con programas como «La Fábrica» y la retransmisión de diferentes partidos de las categorías inferiores de ambas secciones, también ocupa un lugar destacado en la programación. El canal además, produce documentales y programas divulgativos dedicados a diversos aspectos del club. A su vez se ocupa de las retransmisiones de todos los actos institucionales del club, como asambleas, ruedas de prensa o presentaciones.
| Programas en antena - «Hoy Jugamos» - «Ciudad Real Madrid» - «Real Madrid Conecta» - «Historia que tú hiciste» - «Campo de estrellas» - «Madridistas por el mundo» - «Historias con alma» - «Conecta informativo» | Presentadores en antena - Cristina Gullón - Noemí Fernández - Noelia González - Álvaro de la Lama - José Antonio Luque - David Álvarez - Victorio Calero - Julio Bermúdez |